# Alfred Halban
Alfred Halban (22. září 1865 Krakov – 26. září 1926 Lvov) byl rakouský a polský právní historik, vysokoškolský pedagog a politik z Haliče, na počátku 20. století poslanec Říšské rady.

## Biografie
Jeho otcem byl soudní lékař Leo Halban (původním jménem Blumenstock). Bratranec Hans Halban byl fyzikem a chemikem, další bratranec Josef Halban byl gynekologem. Alfred Halban vystudoval na Jagellonské univerzitě v Krakově a studoval i na univerzitách ve Vídni, Berlíně, Vratislavi a Paříži. Roku 1887 získal titul doktora práv. Roku 1889 se stal soukromým docentem pro církevní právo a roku 1891 i pro dějiny práva na krakovské univerzitě. Roku 1892 získal kvalifikaci i pro německé právo. Od roku 1894 byl mimořádným a od roku 1897 řádným profesorem německého práva a rakouských dějin práva na Černovické univerzitě. V letech 1905–1926 byl řádným profesorem pro srovnávací právní vědu a západoevropské dějiny práva na Lvovské univerzitě, kde v letech 1910–1911 působil i jako rektor. Patřil mezi přední znalce staroněmeckého, římského a kanonického práva.
Angažoval se v politice. Zasedal jako poslanec Haličského zemského sněmu. Na počátku 20. století se zapojil i do celostátní politiky. Ve volbách do Říšské rady roku 1911 mandát v Říšské radě (celostátní zákonodárný sbor) za obvod Halič 34. Byl členem poslanecké frakce Polský klub. Ve vídeňském parlamentu setrval až do zániku monarchie. K roku 1911 se profesně uvádí jako univerzitní profesor.
V letech 1919–1922 byl poslancem polského Sejmu.